# مكون متمم 1Q
مكون متمم كيو 1  complement component 1q (أو باختصار سي 1 كيو) هو مركب بروتين يشترك في نظام مناعي متمم، الذي يكوّن جزءا من جهاز المناعة الفطري. المركب سي 1 كيو يشترك مع المركبين "سي 1 أر " و "سي 1 إس " في تكوين المعقد C1.
يمكن للجسيمات المضادة الأتية من جهاز المناعة التكيفي (أي المناعة المكتسبة)  أن ترتبط ب مولد الضد (الأنتيجين) لتكوين معقد "مولد الضد-جسيم مضاد" . عندما يرتبط المكون C1q مع معقدات مولد الضد-جسيم مضاد ، فإن المعقد سي 1 يصبح نشيطا. ويعمل تنشيط المعقد C1 على تشغيل مسيرة المتمم الأصلي في نظام المناعة المتمم. الجسيمات المضادة غلوبيولين مناعي م و مجموع المكونات IgG المنتسبة إليها ، ما عدا المكوّن IgG4 يمكنها تشغيل نظام المناعة المتمم.

## البنية
البروتين C1q يبلغ طوله 460 كيلو دالتون وهو يتكون من 18 سلسلة ببتيدات في وحدات ثلاثة أصغر مكونة كل منها من 6 . تتكون كل وحدة فرعية مكونة من 6 ببتيد من زوج من حلزونات الببتيد الثلاثية على شكل حرف Y متصلة عند الساق وتنتهي برأس كروي غير حلزوني.
يحتوي المكون الحلزوني المكون من 80 حمضًا أمينيًا لكل ببتيد ثلاثي على العديد من تسلسلات Gly-X-Y، حيث X وY عبارة عن برولين، أو آيزوليوسين، أو هيدروكسيليزين؛ ولذلك فهي تشبه إلى حد كبير ألياف الكولاجين.

## سلاسل C1q الثلاث A وB وC
يتكون C1q من 18 سلسلة بولي ببتيد: ستة سلاسل A، وستة سلاسل B، وستة سلاسل C. تحتوي كل سلسلة على منطقة تشبه الكولاجين تقع بالقرب من الطرف N ومنطقة كروية للطرف C. يتم ترتيب السلاسل A وB وC بالترتيب A-C-B على الكروموسوم 1.

## اِلمجال

المسارين التكميلية الكلاسيكية والمسار البديل (المتمم). C1q هو الجزء البرتقالي من مركب C1 الموجود أعلى الصورة (ملحوظة: أعلى الصورة يمثل المسار الكلاسيكي).

مجال C1q هو مجال بروتين محفوظ (domain). C1q هي وحدة فرعية من مجمع الإنزيم C1 الذي ينشط نظام تكملة مصل الدم. يتكون C1q من 6 سلاسل A و6 سلاسل B و6 سلاسل C. تشترك هذه في نفس الهيكل، حيث يمتلك كل منها مجالًا طرفيًا N كرويًا صغيرًا، ومنطقة مركزية غنية بـ Gly/Pro غنية بالكولاجين، ومنطقة طرفية C محفوظة، مجال C1q. يتم إنتاج بروتين C1q في الخلايا المنتجة للكولاجين ويظهر تسلسلًا وتشابهًا بنيويًا مع الكولاجين الثامن  والعاشر.

## الوظيفة
من المفترض أن الأطراف الكروية هي مواقع الارتباط متعدد التكافؤ بمواقع التثبيت التكميلية في الغلوبولين المناعي المركب. غالبًا ما يعاني المرضى المصابون بالذئبة الحمامية من نقص في التعبير عن C1q. يعد النقص الوراثي لـ C1q نادرًا للغاية (حوالي 75 حالة معروفة) على الرغم من أن الأغلبية (> 90٪) من هؤلاء يعانون من مرض الذئبة الحمراء.
يرتبط C1q مع C1r وC1s من أجل إنتاج المعقد سي 1  (أي C1qr2s2)، المكون الأول لنظام تكملة مصل الدم. ارتبط نقص C1q  بالذئبة الحمامية والتهاب كبيبات الكلى.
من المحتمل أن يكون متعدد التكافؤ للارتباط بمواقع التثبيت التكميلية للجلوبيولين المناعي. توجد المواقع في مجال CH2 لـ IgG، ويُعتقد أنها موجودة في مجال CH4 لـ IgM. لا يمكن لـ IgG4 ربط C1q، لكن فئات IgG الثلاثة الأخرى يمكنها ذلك.
قد يصبح تسلسل الببتيد المناسب لموقع التثبيت التكميلي مكشوفًا بعد تعقيد الغلوبولين المناعي، أو قد تكون المواقع متاحة دائمًا، ولكنها قد تتطلب ارتباطات متعددة بواسطة C1q مع هندسة حرجة من أجل تحقيق الألفة الوظيفية اللازمة.